# ده بكري (ده كردي)
ده بكري (بالفارسية: ده‌بکری) هي مستوطنة تقع في إيران في البلدة المركزية. يقدر عدد سكانها بـ 5,008 نسمة .